# (-)-2β-(1,2,4-Oxadiazol-5-méthyl)-3β-phényltropane
Le RTI-126 ((–)-2β-(1,2,4-oxadiazol-5-méthyl)-3β-phényltropane) est un dérivé du phényltropane, qui agit comme un puissant inhibiteur de réabsorption de monoamine, ainsi que comme un stimulant. C'est un stimulant environ 5 fois plus puissant que la cocaïne, mais est relativement peu sélectif. Il se lie aux trois transporteurs de monoamine, bien que toujours avec une certaine sélectivité pour le transporteur de dopamine. Les effets du RTI-126 apparaissent rapidement, et ont une courte durée d'action. Son profil pharmacologique chez les animaux figure parmi les plus proches de la cocaïne parmi tous les médicaments de la série RTI. Sa principale application dans la recherche scientifique a été dans les études de pharmacocinétique concernant l'abus de drogues stimulantes, avec son entrée rapide dans le cerveau pensée comme étant un facteur essentiel à sa forte propension pour le développement de la dépendance chez les animaux,.
Le composé structurellement apparenté (–)-2β-(3-méthyl-5-isoxazolyl)nortropane est un agoniste sélectif et puissant des récepteurs nicotiniques de l'acétylcholine, avec deux fois la puissance de la nicotine.

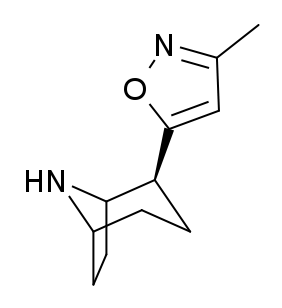
(–)-2β-(3-methyl-5-isoxazolyl)nortropane